# Lijst van voetbalinterlands Saint Lucia - San Marino
Deze lijst van voetbalinterlands is een overzicht van alle officiële voetbalwedstrijden tussen de nationale teams van Saint Lucia en San Marino. De landen hebben tot op heden twee keer tegen elkaar gespeeld. De eerste ontmoeting, een vriendschappelijke wedstrijd, werd gespeeld in Gros Islet op 17 november 2022. Het laatste duel, eveneens een vriendschappelijke wedstrijd, vond plaats op 20 november 2022 in Gros Islet.

## Wedstrijden
| № | Plaats     | Datum            | Competitie        | Wedstrijd                | Uitslag |
| - | ---------- | ---------------- | ----------------- | ------------------------ | ------- |
| 1 | Gros Islet | 17 november 2022 | Vriendschappelijk | Saint Lucia − San Marino | 1 − 1   |
| 2 | Gros Islet | 20 november 2022 | Vriendschappelijk | Saint Lucia − San Marino | 1 − 0   |

## Samenvatting
| Competitie        | Totaal gespeeld | Winst Saint Lucia | Gelijk | Winst San Marino | Doelsaldo Saint Lucia – San Marino |
| ----------------- | --------------- | ----------------- | ------ | ---------------- | ---------------------------------- |
| Vriendschappelijk | 2               | 1                 | 1      | 0                | 2 − 1                              |
| Totaal            | 2               | 1                 | 1      | 0                | 2 − 1                              |

SLFA · Saint Luciaans vrouwenelftal
Amerikaanse Maagdeneilanden ·
Anguilla ·
Antigua en Barbuda ·
Aruba ·
Barbados ·
Bermuda ·
Britse Maagdeneilanden ·
Canada ·
Cuba ·
Curaçao ·
Dominica ·
Dominicaanse Republiek ·
El Salvador ·
Grenada ·
Guatemala ·
Guyana ·
Haïti ·
Jamaica ·
Kaaimaneilanden ·
Montserrat ·
Nederlandse Antillen ·
Panama ·
Puerto Rico ·
Saint Kitts en Nevis ·
Saint Vincent en de Grenadines ·
San Marino ·
Suriname ·
Trinidad en Tobago ·
Turks- en Caicoseilanden
FSGC · A-internationals · Bondscoaches · Statistieken · San Marino U21 · San Marino U19 · San Marino U18 · San Marino U17 · San Marino U16
1986 – 1989 · 1990 – 1999 · 2000 – 2009 · 2010 – 2019 · 2020 – 2029
2000 · 2001 · 2002 · 2003 · 2004 · 2005 · 2006 · 
Albanië · 
Andorra ·
Azerbeidzjan ·
België · 
Bosnië en Herzegovina · 
Bulgarije ·
Canada ·
Cyprus ·
Denemarken ·
Duitsland · 
Engeland · 
Estland · 
Faeröer · 
Finland · 
Gibraltar · 
Griekenland · 
Hongarije · 
Ierland · 
IJsland ·
Israël · 
Italië · 
Kaapverdië ·
Kazachstan ·
Kosovo ·
Kroatië · 
Letland · 
Libanon · 
Liechtenstein · 
Litouwen · 
Luxemburg ·
Malta ·
Moldavië ·
Montenegro ·
Nederland · 
Noord-Ierland · 
Noorwegen ·
Oekraïne ·
Oostenrijk · 
Polen · 
Roemenië · 
Rusland · 
Saint Kitts en Nevis ·
Saint Lucia ·
Schotland · 
Servië en Montenegro · 
Seychellen ·
Slovenië · 
Slowakije · 
Spanje · 
Syrië ·
Tsjechië · 
Turkije · 
Wales · 
Wit-Rusland · 
Zweden · 
Zwitserland
Nederland (2011)